# Verbundkatalog
Ein Verbundkatalog (Abkürzung: VK; Synonyme: Katalogverbund, Verbunddatenbank) ist ein gemeinschaftlicher Bibliothekskatalog mehrerer Bibliotheken. Die am Verbundkatalog teilnehmenden Bibliotheken sind gewöhnlich in einem Bibliotheksverbund zusammengeschlossen. Der gemeinsame Katalog enthält grundsätzlich alle Medien aller teilnehmenden Bibliotheken. Technisch gesehen ist ein Verbundkatalog heute als Datenbank realisiert, die von den Teilnehmerbibliotheken mit bibliographischen Daten befüllt wird. Die Server, auf denen die zentrale Datenbank des Verbundes gespeichert ist, stehen meist in der Verbundzentrale oder einer der Teilnehmerbibliotheken.